# Distretto di Oğuzlar
Il distretto di Oğuzlar (in turco Oğuzlar ilçesi) è uno dei distretti della provincia di Çorum, in Turchia.